# 周学章

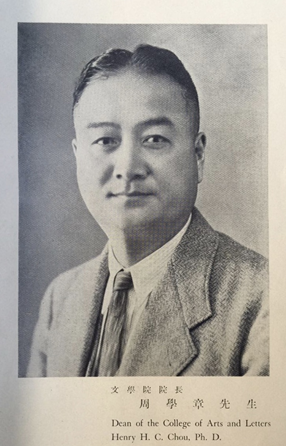
周学章 (Henry Chou）1894-1945，中国近代著名教育家。

周学章（1893年—1945年1月25日），字焕文，男，河北天津人，中國近代教育家。
周学章在1923年取得美国哥伦比亚大学教育学博士学位后立刻回国服务，曾先后任厦门大学教授，河北大学教授，教务长，代理校长，国立师范大学研究院导师等职务。1926年应邀去燕京大学任教育系教授，主讲教育学。他1935-1941年任教育系主任，1930-1933年和1938-1942年期间任燕京大学文学院院长。
周学章在从事教育学的教学和管理的工作中不但注意扩展提升燕大教育系的教学课程与学术研究，同时还积极推动乡村教育实验与实践。为了尽快提高和发展教育系的水平，他专门去欧洲考察了各国教育状况并收集了很多国外教材。周学章主张积极推进学校教育、社会教育、卫生教育与生计教育等四大教育来实现“去贫致富”的教育救国目标 。他在1937年成功创建了诚孚 师范学校和冉村乡实验区，为中国乡村教育做出了重要的贡献。
七七事变后，日军大举攻占华北。 周学章和燕京大学的师生们排除各种干扰，坚持在原燕大校址的教学活动。那时北平的燕京大学是日伪统治下的一个自由孤岛，也是日伪政权所痛恨的一根芒刺。珍珠港事件后，日军宪兵闯入燕大强行抓走了周学章和部分学生教员并把他们关入监狱。 他在狱中备受苦难，终不为威屈；出狱后亦坚决拒绝日伪的威逼利诱，不为日伪政权服务。战后获得国民政府明令嘉奖。
周学章不仅是四大教育的积极推动者，他亦是桃李满天下的著名教育家。其中新中国幼儿教育拓荒者卢乐山（1917-2017），燕大第四任教育系主任廖泰初（1910-1989）等都曾经他培养和提拔。周学章是一位成功的教育创建者，推进四大教育的先驱者。他为中国教育事业做出了重要贡献。

## 生平
周学章於1893年生于天津市郊区新城县。他是兄弟姐妹五人中最小的儿子。周先生自幼勤奋好学，自学能力强。他早年就读天津省立师范学院和保定高等师范学院，成绩优秀。青年時因学行卓越，获得省政府公费留学资格。周学章在1919年美国获欧柏林大学学士学位，1923年获美国哥伦比亚大学博士学位。
1923年11月21日，周学章和许淑文女士（Ruth Huie 1901-1990）在美国纽约结婚，第二天新婚夫妇一起回国。
周学章从美国回来后先受聘于厦门大学任教授，一年后又任河北大学教授、教务长、代理河北大学校长，国立师范大学研究院导师职务。1926年被聘为燕京大学教育系教授，主讲教育学概论。
周学章在1930-1933年和1938-1942年两次任燕京大学文学院长。1929年燕京大学管理体系更改，改革包括把传统的艺术与科学学院（College of Arts and Science)）分为文学院（College of Arts and Letters）和理学院（College of Natural Science）。首任文学院长由陆志韦出任，第二年起周学章担任了文学院院长。当时文学院包括中文系、英语系、欧洲语言系，哲学系、教育系、新闻系、和音乐系。周学章先生怀着创新精神，为燕京大学与教育事业注入了新鲜血液。
周学章先生在1935-1941年任教育系主任。在此期间教育系经历了重大发展与改革。在传统教育概论、教育史与教育哲学的基础上，教育系发展为三个专业。周学章充分利用他从欧洲考察所收集的丰富教材，不断增进燕大教育系的教学课程与学术研究的实用功效水平。到1941年为止，教育系的总课程数量从原来的18门课程增加到36门课程。周学章保留了普通教育专业，並开设教育心理和教育统计与测验等新课程。
同时他还充实了幼儿教育课程，调整两年制幼儿教育专修班为四年制幼儿教育专业 (Kindergarten and Primary Education)。幼儿专业新课程包括了儿童心理、儿童绘画、儿童音乐、教学法等丰富内容。在他的积极推动下燕京大学幼儿园和附属小学逐渐成为燕大教育系的教学基地，经常有教育系学生来参观。周学章十分注重教学实验。在燕京大学附小、附中，他亲自对教学实验工作进行设计和指导。周先生自己的五个儿女也都是在这里受教育。
周学章对如何提高普通学校教学效率的研究非常重视。通过他的著作标题《繁简字体在学习效率上之再试》、《两种小数乘法之教学的实验》、《疲劳与学校日程关系》、《珠算与笔算在学习効率上之比较》等就可以看出他所关注的焦点。周学章另一学术成就在于教育测验，他带领教育系学生在天津和北京各校开展教育测验，使学生了解测验的方法和意义，分析和讨论教育改革问题。曾经发表过不少这方面的著作，如《 燕大中学智力测验》、《中等学校会考方法上之商确》、《测验时间长短与心的疲劳之关系》、《作文测验之TBC量表》、《小学测验试卷印刷字体大小的研究》等。
1935年以晏阳初(1890 - 1990) 为主席的＂农村重建中央合作委员会＂开始计划在北京开展工作。委员会成员包括 Franklin Ho (何廉)，Y.C. Mei（梅贻琦），C.W. Luh（陆志韦），Leonard Hsu（许仕廉） 和Roberts Lin。提议由燕京大学，北平协和医学院，清华、南开大学等校为该计划的主要合作机构。
周学章在燕大讬事会(美国纽约)的支持下全力以赴投入乡村教育研究与培训工作。他先与燕大的＂农村建设训炼课程委员会＂共同计划与设立一整套新课程，为训练乡村教育人才打下了基础。他大力开拓乡村教育专业 (Rural Reconstruction Program)，该专业1935年在燕京教育系成立，1936年开始招生。该专业除本科生之外，还设有研究生课程。乡村教育专业必修课内容包括乡村教育，乡村经费，教育社会学，农村经济学，乡村合作社，农村运动比较，地方政府，乡村问题讨论 等。除了学校学习理论外，教育系十分重视对学生进行实践指导。学生在四年学习期间有一定实习与实际工作学分要求。到试验区蹲点在很大程度上提高了学生的实践能力，也更有利于毕业后的工作。
周学章1937年带领六名职工与学生在燕京大学附近的贫困乡村开始了他们的工作。他们的宏伟计划是想办一个乡村建设实验区，藉以实现其＂以学校为中心推进乡村建设＂达到其教育救国的理想。其创办经费是来源于洛克菲勒基金会 (Rockefeller Foundation), 由周学章负责。首先在燕园东门外的城孚办了一个初级师范学校，培训乡建人材。之后，又在北平西郊蓝甸厂附近的西冉村开办乡建实验区。该实验区共包括以西冉村为中心的四、五个村庄。在平民教育运动中他们着重四大相关教育。
星兆钧(当时是教育系博士生)于1940-1941年任该项目的主任，据他回记说＂[学校教育]：新办的小学只有一间教室，采用单级复式教学。收容二三年级的学生，共二三十人，由一位教师轮流上课。... [社会教育] : 为了扫除文盲，在小学教室里办了成人识字班，学员们每天夜间来校上课，⋯ 此外，还装备了几个巡回图书箱，其中购置些通俗易懂农民喜读的各类图书。... [卫生教育]: 为了向农民广泛宣传卫生常识，购置一些卫生挂图，定期在区内巡回展览、讲解，增进农民的卫生知识，改变农民的卫生状况。… [生计教育]: 生计教育的重点放在协助村民脱贫致富方面。首先帮助村民选择各类优良种子，使之多收粮食。再就是推广优良鸡种，猪种，发展副业。…＂
城孚初级师范学校虽然小，但仍然包括三年制师范一班和小学教育班。著名作家冰心就曾在这所附属城孚师范学校参加师范培训。在她的回忆中，这些热心的老师，精选的教材和独特风格的授课方式，让她难以忘记。另外，就在小小的校园内还附设了花生酱工场、小型医务室等。周先生还叫他的几个孩子放学后骑自行车去小工场帮忙。花生酱在燕京校园内非常受欢迎，为学生和农民双双提供福利。正如《周学章  教育界的人杰》文章所说 ＂城孚实验区以学校为中心，办教育，搞活动，提高农村文化水平，创办适合当地情况的副业，促进农业经济的发展，也为教育系中有志于农村教育的学生提供一个实验场所，增进他们的感性认识，培养农村建设人材＂。

## 家庭
周学章在美国读书期间结识了著名的许芹牧师(1854-1934)(在纽约华埠首建基督教教堂的中国牧师)，并与其家庭来往密切。许芹牧师经常以主日学 (Sunday School) 方式在华人工人阶层传播福音，並在华人中间从事宣教和牧养工作。当时华埠工人阶层大多以苦力为生，文化水平较低，不识字，语言不通。倍受社会的侮辱和蹂躏。许牧师决意改善华人的惨况。在许牧师夫妇的努力下首先创立了华人英语训练班、图书馆、华人幼儿园，以提高他们的文化水平，为争取华人的权力做了大量的工作，並在纽约成立了第一个华人自立教会。访问留学生来往于教会和许芹家甚多。周学章学习期间结识了许芹牧师的第五个女儿许淑文，两人从相识进而相知相爱。由于经常受许牧师为华人提高文化水平，加強自信能力和他们的人身地位和素质而奋斗的精神所影响，周学章更加坚定了致力于回国研究中国教育及农村教育的决心。
周学章与许淑文在北平共育有五名儿女：
- 周乃文(1925 - 2018)，美国机械工程师 1952-1992
- 周懿贞(1928 - )， 美国社会工作者 1950-1980
- 周懿芬(1930- ) ，北京体育学院 教授 ，科学实验中心 创办人及主任1955-1989, 美国马里兰大学医学院研究人员 1992-1995
- 周懿娴(1934 - )，中国国家女子蓝球教练 1963-1984，第五届全国政协委员1977， 1999年被评为新中国篮球50杰。
- 周乃扬(1935 - )，北京什剎海业余体育学校冰球教练員，国家冰球裁判，国际冰球裁判。

周学章对自己的工作与孩子教育一丝不苟，但他仍然是一个性格活跃和热情的好丈夫和好父亲。在繁忙的工作中，周学章晚上与周末会抽出时间和家人坐在一起，关心孩子和妻子的当天生活。据家人回忆，周先生经常和孩子一起做有意义的游戏。如＂买卖市场＂，由孩子自己选择售卖物件，周先生与妻子装办成顾客角色。通过买卖交易，一家人其乐融融而且还练习算术加减法。每年圣诞节时周先生总是身穿圣诞老人的全身套装，身背装礼物的大口袋，扮演圣诞老人的角色，为孩子们的快乐而奔忙。
周学章对自己的学生不止在学业教育上十分认真，而且经常在家召开全系或部分学生联谊聚会。每到节日就邀请学生到郎润园十号的住宅做客，八仙桌一摆就是6到8张，院子里支起四个北京烤肉的架子吃烤肉共庆佳节。会上周学章鼓励同学互相讨论问题，在接触中同学们学到不少课堂上没有学到的知识，扩大了视野。聚会时，还请有才艺的学生用家中的后院长廊当舞台做艺术表演。
周学章的夫人许淑文和著名中国平民教育家晏阳初的夫人许海澜是亲姐妺。周学章与晏阳初更是共同努力为中国的乡村教育贡献了毕生。

## 抗战风云
1937年“七七事变＂后，国立大学纷纷南迁。1937年9月3日，日军进驻北平城里的沙滩红楼。沙滩大院一度成为日本宪兵的驻地，红楼地下室被用于宪兵队的拘留所。燕京大学仍坚持原来办学原则，宗旨不变，以保持中立并以挂美国国旗的方式把日军关在校园门外。大遭日寇之忌。
1941年12月7日珍珠港事变，美国与日本开战，日冦随即占领并关闭了燕京大学，并对燕大师生进行残酷镇压。12月9日左右日军开始逮捕燕京大学师生，周学章也末能幸免。当天三名日军宪兵手持带刺刀的长枪闯进燕京大学朗润园10号的周家，在周学章的妻女面前将周学章押上了囚车。
后经多方打听才得知，他是被关押于北平城里的沙滩红楼。其它燕京大学教授和院领导一起关在红楼的还有陆志韦、张东荪、邓之诚、赵紫宸、洪业、刘豁轩、蔡一卾、林嘉通、陈其田、和侯仁之等。日本宪兵对他们反复逼供审讯，也曾被严刑拷打。冬天没有暖气，毎天只有难以下咽的两餐还常常不给水喝，条件极其恶劣,。但几十名燕京师生在日本人监狱中，面对日寇的威胁利诱凌辱毒打，坚持了宁死不屈的民族气节。周学章和邓之诚虽患重病，离不开药物治疗，但仍被不断地用囚车押往铁獅子胡同的日军司令部司法课受审。据周学章女儿回记，有时她可以去红楼门口送换洗衣服。当每次衣服拿回家都需要用开水煮很久，以去除虱子。
周学章大约半年之后出獄时，他的体重掉了近50斤。日后生活虽坚苦，但他坚决不为日伪所利诱。据家人回忆，周学章被释放后日伪派人几次对他威胁利诱，要他去伪辅仁大学任职，都被他所拒绝。由于经常被日伪跟踪，周先生迫于巨大压力，不得不离开北平到天津寻找临时工作，以减轻家庭经济困难。周学章先生境益艰苦，忠贞自持，不幸于1945年1月25日在北平大佛寺东街甲2号家中病逝，终年52岁。周先生逝世后七个月日寇投降。抗战胜利后，国民政府于1946年1月明令褒掦抗战忠贞嘉奖周学章以及另外四位资深教授 (陆志韦、王伯沆、高阳 和钟荣光)。

## 著作 (1936-1941)
- 博士论文：The Measurement of Composition Ability PhD Dissertation 1923
- 题名：儿童心理的研究； 刊名：青年进步， 年：1929 卷：第124期  期：35-41
- 题名：两种小数乘法之教学法的实验(附表)； 刊名：测验， 年：1933 卷：第3期  期：93-120
- 题名：测验作文能力应知之事项(附图表)； 刊名：教育研究(广州)，年：1933 卷：第44期  期：7-22
- 题名：缺乏公民敎育所得的敎訓； 刊名：天津青年，年：1933 卷：第56期  期：8-9
- 题名：蘇俄的教育； 刊名：师大月刊， 年：1934 卷：第16期  期：169-179
- 题名：学校日程进行与心的疲劳(附表)； 刊名：教育研究(广州)， 年：1935	卷：第59期  期：7-19
- 题名：科学的教育 （与迟受义合著）； 刊名：文化与教育， 年：1935 卷：第55期  期：5-8
- 题名：欧洲各国的生产教育； 刊名：师大月刊； 年：1935 卷：第20期  期：153-165
- 题名：英法德丹俄五国的生产教育； 刊名：教育杂志，年：1935 卷：第25卷 第9期  期：1-7
- 题名：蘇俄的教育現狀 （与宗亮東合著）； 报名：新闻报， 年：1935年1月15日
- 题名：中等学校会考方法上之商榷(附图)； 刊名：教育学报(北平) 年：1936	卷：第1期  期：1-6
- 题名：中等学校会考方法上之商榷(附图)； 刊名：教育学报(北平)，年：1936	卷：第1期  期：1-6
- 题名：繁简字体在学习效率上的实验(附表)； 刊名：教育杂志  年：1936 卷：第26卷 第1期  期：99-106
- 题名：学习在心的工作前后之效率(附表)； 刊名：教育研究(广州)， 年：1936 卷：第67期  期：7-13
- 题名：毕业会考问题研究专号:关于会考实际经验的调查:分论:担任非会考科目教员的经验及意见(附表)； 刊名：教育杂志， 年：1936 卷：第26卷 第4期  期：53-55
- 题名：毕业会考问题研究专号:关于会考制度理论的检讨:分论:中等学校会考方法之检讨(附图)（与程克敬 王徵葵合著）；刊名：教育杂志，年：1936 卷：第26卷 第4期  期：122-127
- 题名：卷头语； 刊名：教育学报(北平)， 年：1936 卷：第1期  期：1-2
- 题名：华北人民惨痛的呼吁 （与李镜湖 周学章 李建勋合著）； 刊名：现世界， 年：1936 卷：第1卷 第7期  期：349
- 题名：珠算与笔算在学习效率上之比较； 刊名：中华教育界， 年：1937 卷：第24卷 第10期  期：39-44
- 题名：珠算与笔算在学习效率上之比较(附表)； 刊名：教育学报(北平)， 年：1937 卷：第2期  期：14-19
- 题名：各省教育如何普及(附表)； 刊名：教育杂志， 年：1937 卷：第27卷 第1期  期：225-229
- 题名：繁简字体在学习效率上之再试(附表) （与李爱德合著）； 刊名：教育杂志，年：1937 卷：第27卷 第5期  期：69-90
- 题名：保定博野教育实施纪实 （与李爱德 姚善友合著）； 刊名：教育学报(北平)， 年：1937 卷：第2期  期：32-43
- 题名：作文测验之TBC量表(附表)； 刊名：教育学报(北平)， 年：1938 卷：第3期  期：9-14
- 题名：乡村教育报告:引言； 刊名：教育学报(北平)， 年：1939 卷：第4期  期：105-106
- 题名：小学测验试卷印刷字体大小的研究(附表) （与齐永康 许梦瀛合著）；	刊名：教育学报(北平)，年：1939 卷：第4期  期：69-86
- 题名：乡村教育报告(一九三九春季至一九四零秋季):引言； 刊名：教育学报(北平)，年：1940 卷：第5期  期：245-246
- 题名：以学校为中心而推动乡村建设； 刊名：教育学报(北平)，年：1940 卷：第5期  期：73-80
- 题名：乡村教育报告(一九四○年春季至一九四一年春季):引言； 刊名：教育学报(北平)，年：1941 卷：第6期  期：283-284
- 题名：再论以学校为中心而推动乡村建设:县单位(附表)； 刊名：教育学报(北平)，年：1941 卷：第6期  期：15-24
- 题名：测验时间长短与心的疲劳之关系(附表) （与吴元训 卢乐山合著）；刊名：教育学报(北平)，年：1941 卷：第6期  期：217-225
- 题名：以四年修业年限完成六年小学课程实验之临时估价(附表) （与许梦瀛 何美英合著）； 刊名：教育学报(北平)，年：1941 卷：第6期  期：207-216

## 荣誉
- 1946年1月国民政府褒掦忠贞五位资深教授：陆志韦、周学章，王伯沆、高阳和钟荣光。
- 国民河北省政府誉周学章，李建勋，陈宝泉为河北教育界的三杰。